# Telmatherina prognatha
Telmatherina prognatha é uma espécie de peixe da família Telmatherinidae.
É endémica da Indonésia.